# Phoenix Technologies
Phoenix Technologies Ltd. es una empresa del sector de la informática creadora de software para BIOS de computadoras. El chip que contiene el BIOS está situado en la placa madre y se inicializa antes 
que el sistema operativo, y lo ayuda a comunicarse con el hardware. Award Software International y American Megatrends Incorporated son otros grandes creadores de BIOS. Phoenix Technologies e IBM desarrollaron el estándar El Torito.
Award Software International se fusionó con Phoenix Technologies en 1998.